# Sander van Hoorn
Sander van Hoorn (Utrecht, 6 september 1970) is een Nederlands journalist.
Van Hoorn werkt als verslaggever en correspondent voor de  NOS. Hij is te zien in het NOS Journaal en te horen op NPO Radio 1, waar hij ook het NOS Radio 1 Journaal presenteert. Hij versloeg onder meer de nasleep van 9/11, de Arabische Lente, de opkomst van IS en de oorlogen in de Gazastrook.

## Loopbaan
Van Hoorn studeerde politicoloog en financiële bedrijfskunde. Daarna werkte hij freelance voor omroepen als Radio Noord-Holland, VPRO en de Wereldomroep. 
In 2001 ging aan de slag als radioverslaggever bij de NOS. Hij versloeg onder andere de nasleep van de aanslagen op 11 september 2001 in New York. 
In 2006 werd hij correspondent in Israël en de Palestijnse gebieden. Na ruim vijf jaar verhuisde hij naar Beiroet in Libanon. Hij deed daar verslag van onder meer de Arabische Lente, de opkomst van IS en de oorlogen in de Gazastrook, Syrië en Irak. Tot 2017 deed hij verslag vanuit het Midden-Oosten.
In 2017 werd zijn standplaats Brussel. Daar versloeg Van Hoorn daar aanvankelijk voornamelijk Belgische zaken, in november 2018 werd hij correspondent Europese Unie wat hij tot 2022 bleef. 
Sinds 2022 doet hij verslag van actualiteiten in binnen- en buitenland. En hij presenteert sindsdien de zaterdag-editie van het NOS Radio 1 Journaal.
Na de Hamas-aanval in Israël in 2023 reisde hij terug naar Israël, waar hij verslag deed van de oorlog.

## Trivia
- Van Hoorn is de zoon van de journalist en presentator Henk van Hoorn.